# 김중돈
김중돈(1983년 1월 28일 ~ )은 대한민국의 배우이며2002년 두산 베어스에 입단했는데 프로야구 선수 시절 대학로에서 연극 한 편을 본 후 구단을 박차고 나와 배우 생활을 시작했다.

## 학력
- 배명고등학교
- 국민대학교 연극영화과 학사

## 출연 작품

### 영화
- 《미스터 고》 (2013년) - NC 유격수 2 역
- 《내가 살인범이다》 (2012년) - 형사 4 역
- 《회사원》 (2012년) - 정복경찰 역
- 《퍼펙트 게임》 (2012년) - 해태 신동수 역

### 드라마
- 2013년 tvN 금토드라마 《응답하라 1994》
- 2014년 tvN 월화드라마 《고교처세왕》 - 김대철 역
- 2017년 tvN 금토드라마 《내일 그대와》
- 2017년 KBS2 수목드라마 《추리의 여왕》
- 2017년 tvN 수목드라마 《크리미널 마인드》
- 2017년 SBS 주말특별기획 《언니는 살아있다》
- 2017년 SBS 토요드라마 《브라보 마이 라이프》
- 2017년 JTBC 월화드라마 《그냥 사랑하는 사이》
- 2018년 tvN 월화드라마 《하늘에서 내리는 일억 개의 별》
- 2018년 KBS2 월화드라마 《러블리 호러블리》
- 2018년 KBS2 화요드라마 《회사 가기 싫어》 - 박상욱 역
- 2019년 JTBC 월화드라마 《으라차차 와이키키 2》
- 2019년 tvN 토일드라마 《호텔 델루나》 - 장운명 역
- 2019년 KBS1 저녁일일극 《꽃길만 걸어요》 - 최만섭 역
- 2019년 SBS 금토드라마 《스토브리그》 - 이동구 역
- 2020년 KBS2 월화드라마 《본 어게인》 - 구혈기 역
- 2020년 카카오TV 오리지널 드라마  《연애혁명》 - 조연사 역
- 2020년 KBS2 저녁일일드라마 《비밀의 남자》 - 백만원 역
- 2020년 TV 조선 주말드라마 《복수해라》 - 홍승기 역 (8, 9회 특별출연)
- 2022년 SBS 금토드라마 《왜 오수재인가?》 - 도진명 역
- 2022년 tvN 토일드라마 《환혼》
- 2022년 MBC 금토드라마 《빅마우스》
- 2023년 ENA 수목드라마 《행복배틀》 - 배창훈 역
- 2023년 KBS2 대하드라마 《고려 거란 전쟁》- 조원 역
- 2023년 MBC 금토드라마 《열녀박씨 계약결혼뎐》 - 최현욱 역
- 2024년 Disney+ 《강매강》 - 장태식 역
- 2025년 NETFLIX 《자백의대가》 - 남형사 역